# Gwyn Staley 400 1968
Gwyn Staley 400 1968, även Gwyn Staley memorial 400, var ett stockcarlopp ingående i  Nascar Grand National Series (nuvarande Nascar Cup Series) som kördes 21 april 1968 på den 0,625 mile (1,005 km) långa ovalbanan North Wilkesboro Speedway i North Wilkesboro, North Carolina. Totalt avverkades 250 miles (402,336 km) fördelat på 400 varv. Banunderlaget var asfalt. Loppet vanns av David Pearson i en Ford på tiden 2:45.33 körande för Holman-Moody. Pearsons snitthastighet var 90,425 mph. Han var vid målgång ensam förare på ledarvarvet, ett varv före tvåan Buddy Baker. Prispotten uppgick till 18 275 dollar, varav 5 100 dollar gick till segraren. Loppet är uppkallat efter stockcarföraren Gwyn Staley som förolyckades på Atlantic Rural Fairgrounds (nuvarande Richmond Raceway) 23 mars 1958 i ett lopp ingående i Nascar Convertible Division.

## Resultat
| Plc     | Nr | Förare           | Team/ bilägare              | Konstruktör | Start | Varv | Ledda varv |
| ------- | -- | ---------------- | --------------------------- | ----------- | ----- | ---- | ---------- |
| 1       | 17 | David Pearson    | Holman-Moody                | Ford        | 1     | 400  | 181        |
| 2       | 3  | Buddy Baker      | Fox Racing                  | Dodge       | 12    | 399  | 0          |
| 3       | 71 | Bobby Isaac      | K&K Insurance Racing        | Dodge       | 3     | 399  | 1          |
| 4       | 22 | Darel Dieringer  | Mario Rossi                 | Plymouth    | 4     | 396  | 0          |
| 5       | 98 | LeeRoy Yarbrough | Junior Johnson & Associates | Ford        | 2     | 391  | 132        |
| 6       | 4  | John Sears       | DeWitt Racing               | Ford        | 14    | 390  | 0          |
| 7       | 14 | Jerry Grant      | Tom Friedkin                | Plymouth    | 8     | 390  | 0          |
| 8       | 76 | Roy Tyner        | Don Culpepper               | Ford        | 22    | 386  | 0          |
| 9       | 06 | Neil Castles     | Neil Castles                | Plymouth    | 21    | 381  | 0          |
| 10      | 20 | Clyde Lynn       | Negre Racing                | Mercury     | 19    | 377  | 0          |
| 11      | 28 | Earl Brooks      | Negre Racing                | Ford        | 24    | 362  | 0          |
| 12      | 19 | Henley Gray      | Gray Racing                 | Ford        | 29    | 362  | 0          |
| 13      | 02 | Bob Cooper       | Bob Cooper                  | Chevrolet   | 15    | 361  | 0          |
| 14      | 34 | Wendell Scott    | Scott Racing                | Ford        | 26    | 359  | 0          |
| 15      | 25 | Jabe Thomas      | Robertson Racing            | Ford        | 17    | 342  | 0          |
| 16      | 50 | Eddie Yarboro    | Eddie Yarboro               | Plymouth    | 18    | 338  | 0          |
| 17      | 95 | Frog Fagan       | Gray Racing                 | Ford        | 33    | 338  | 0          |
| 18      | 51 | Stan Meserve     | Margo Hamm                  | Dodge       | 30    | 333  | 0          |
| 19      | 88 | Buck Baker       | Buck Baker Racing           | Oldsmobile  | 20    | 326  | 0          |
| 20      | 45 | Bill Seifert     | Seifert Racing              | Ford        | 23    | 308  | 0          |
| 21      | 01 | Paul Dean Holt   | Dennis Holt                 | Ford        | 32    | 265  | 0          |
| 22      | 49 | G.C. Spencer     | GC Spencer Racing           | Plymouth    | 9     | 257  | 0          |
| 23      | 48 | James Hylton     | Hylton Engineering          | Dodge       | 10    | 248  | 0          |
| 24      | 12 | Jim Hurtubise    | Pistone Racing              | Mercury     | 13    | 243  | 0          |
| 25      | 38 | Wayne Smith      | Archie Smith                | Chevrolet   | 27    | 215  | 0          |
| 26      | 43 | Richard Petty    | Petty Enterprises           | Plymouth    | 6     | 210  | 39         |
| 27      | 99 | Paul Goldsmith   | Nichels Engineering         | Plymouth    | 7     | 144  | 27         |
| 28      | 46 | Larry Manning    | Tom Hunter                  | Chevrolet   | 28    | 117  | 0          |
| 29      | 29 | Bobby Allison    | Bondy Long                  | Ford        | 5     | 97   | 20         |
| 30      | 09 | Bill Vanderhoff  | Roy Tyne                    | Pontiac     | 31    | 97   | 0          |
| 31      | 64 | Elmo Langley     | Langley-Woodfield Racing    | Ford        | 25    | 71   | 0          |
| 32      | 0  | Don Tarr         | Don Tarr                    | Chevrolet   | 35    | 62   | 0          |
| 33      | 08 | Jack Ingram      | Giachetti Brothers          | Chevrolet   | 11    | 57   | 0          |
| 34      | 39 | Friday Hassler   | Red Sharp                   | Chevrolet   | 16    | 30   | 0          |
| 35      | 31 | Leonard Brock    | Newman Long                 | Ford        | 34    | 1    | 0          |
| Källor: |    |                  |                             |             |       |      |            |